# Municipio de Washington (condado de Washington, Kansas)
El municipio de Washington (en inglés: Washington Township) es un municipio ubicado en el condado de Washington en el estado estadounidense de Kansas. En el año 2010 tenía una población de 181 habitantes y una densidad poblacional de 1,99 personas por km².

## Geografía
El municipio de Washington se encuentra ubicado en las coordenadas 39°46′36″N 97°5′44″O / 39.77667, -97.09556. Según la Oficina del Censo de los Estados Unidos, el municipio tiene una superficie total de 91.15 km², de la cual 90,54 km² corresponden a tierra firme y (0,67 %) 0,61 km² es agua.

## Demografía
Según el censo de 2010, había 181 personas residiendo en el municipio de Washington. La densidad de población era de 1,99 hab./km². De los 181 habitantes, el municipio de Washington estaba compuesto por el 95,58 % blancos, el 1,1 % eran asiáticos y el 3,31 % eran de una mezcla de razas. Del total de la población el 0 % eran hispanos o latinos de cualquier raza.